# Газпромнефть-Ноябрьскнефтегаз
«Газпро̀мне́фть-Ноя̀брьскнефтега́з» — дочерняя компания «Газпром нефти», осуществляющая деятельность по добыче нефти и природного газа в ЯНАО и ХМАО.
Компания является одним из двух градообразующих предприятий города Ноябрьск. С момента создания предприятием добыто более 850 млн тонн углеводородов в нефтяном эквиваленте. Доказанные и вероятные запасы углеводородов «Газпромнефть-Ноябрьскнефтегаза» по международным стандартам SPE-PRMS на конец 2014 года составляли 306 033 тыс. тонн в нефтяном эквиваленте.

## История

### Создание и становление предприятия
19 августа 1973 года бригада бурового мастера Валерия Соловьева из Сургутской геологоразведки высадилась в районе будущего Холмогорского месторождения, а уже в октябре забил первый нефтяной фонтан. В феврале 1975 года приказом по НГДУ «Сургутнефть» была создана специальная служба для разработки месторождения, которую возглавил Виктор Городилов, а в апреле того же года началось промышленное освоение Холмогорского месторождения.
15 апреля 1981 года в целях ускоренного ввода в разработку Муравленковского, Вынгапуровского, Суторминского, Тарасовского и прилегающих к ним нефтяных месторождений в составе «Главтюменьнефтегаза» было создано производственное объединение «Ноябрьскнефтегаз» со специальным аппаратом управления в посёлке городского типа Ноябрьск. В его состав вошли Холмогорское управление буровых работ, нефтегазодобывающие управления «Холмогорнефть» и «Заполярнефть», осуществлявшее ранее в составе объединения «Нижневартовскнефтегаз» экспериментальную эксплуатацию опытного участка на Русском месторождении, находящемся за Полярным кругом. Возглавлял «Ноябрьскнефтегаз» с момента создания до 1997 года Виктор Городилов, ныне почётный гражданин города Ноябрьск Ямало-Ненецкого автономного округа.
В 1981 году было введено в разработку Муравленковское месторождение, в 1982 — Суторминское и Вынгапуровское, а в 1985 — Пограничное, Ново-Пурпейское и Барсуковское, в том же году осуществлялась опытная эксплуатация Русского месторождения.

### «Сибнефть-Ноябрьскнефтегаз»
В 1995 году «Ноябрьскнефтегаз» преобразован в открытое акционерное общество и вошёл в состав компании «Сибнефть».
В 2000 году была развёрнута амбициозная программа роста нефтедобычи, подкреплённая созданной заново функцией управления разработкой и масштабными капиталовложениями. Весной того же года промышленная добыча началась на Ярайнерском и Романовском месторождениях, а позднее — на Восточно-Вынгаяхинском и Восточно-Пякутинском месторождениях, разрабатывались залежи на Карамовском и Крайнем месторождениях, буровые работы были возобновлены на крупнейшем Сугмутском месторождении.

### «Газпромнефть-Ноябрьскнефтегаз»
Осенью 2005 года «Сибнефть» перешла под контроль «Газпрома». В мае 2006 года компания была переименована в «Газпром нефть», а в 2008 году ОАО «Сибнефть-Ноябрьскнефтегаз» получило своё нынешнее название.
15 апреля 2016 года предприятие отпраздновало 35-летний юбилей.
Суммарная добыча углеводородного сырья за 12 месяцев 2016 года составила 9 940 тыс. тонн нефтяного эквивалента, что более чем на 221 тысячу тонн превышает аналогичный показатель 2015 года. Нефтепромыслами, обеспечившими основной объем добычи, стали  Вынгапуровское, Спорышевское, Холмогорское и Чатылькинское месторождения.
Общее количество новых скважин составило 85 единиц, из которых 72 построены с использованием высокотехнологичного горизонтального бурения.
В 2016 году год реализовано  1017 операций капитального ремонта и 1617 операций подземного ремонта скважин, что является приростом к уровню прошлого года на 2% и 4,5 % соответственно. При этом срок бесперебойной работы скважин, механизированных  установками электро-центробежных насосов, достиг максимальных за историю предприятия 602 суток.

## Перспективы
«Газпромнефть-Ноябрьскнефтегаз» остаётся крупной площадкой для внедрения инноваций. К основным стратегическим направлениям развития предприятия относятся сохранение объемов добычи нефти, развитие технологий разработки трудноизвлекаемых запасов, обновление объектов инфраструктуры и расширение территории присутствия за счёт освоения новых лицензионных участков на собственных и приобретаемых месторождениях.
На базе «Газпромнефть-Ноябрьскнефтегаза» сформирован Центр компетенции по локализации и довыработке запасов методом зарезки боковых стволов. В дальнейшем полученный опыт будет использоваться и на других предприятиях «Газпром нефти».

## Достижения
Предприятие впервые на территории Западной Сибири осуществило многостадийный разрыв пласта при зарезке боковых стволов. «Газпромнефть-Ноябрьскнефтегаз» впервые в России успешно провёл операцию по 10-стадийному гидроразрыву пласта. «Газпромнефть-Ноябрьскнефтегаз» — одно из первых отечественных предприятий, приступивших к промышленному аэромониторингу состояния трубопроводов при помощи беспилотных летательных аппаратов.

## Разрабатываемые месторождения углеводородов
Предприятие разрабатывает 20 месторождений на юго-востоке Ямало-Ненецкого автономного округа и севере Ханты-Мансийского автономного округа:
- Воргенское нефтяное
- Вынгапуровское нефтегазовое
- Западно-Ноябрьское нефтяное
- Карамовское нефтяное
- Новогоднее нефтегазовое
- Пограничное нефтяное
- Равнинное нефтегазовое
- Спорышевское нефтяное
- Средне-Итурское нефтяное
- Холмистое нефтегазовое
- Холмогорское нефтяное
- Чатылькинское нефтегазовое
- Ярайнерское нефтегазовое
- Муравленковское нефтегазовое
- Сугмутское нефтяное
- Романовское нефтяное
- Валынтойское нефтяное
- Еты-Пуровское нефтяное
- Суторминское нефтегазовое
- Вынгаяхинское нефтегазовое

## Социальная политика
«Газпром нефть» реализует программу социальных инвестиций «Родные города», направленную на развитие городской среды, социальной инфраструктуры, поддержку проектов в сфере культуры и образования, а также уделяет внимание поддержке коренных народов Севера.
При участии компании в Ноябрьске возведены многофункциональный спортивный комплекс «Зенит», стадион «Ноябрьск» с центром единоборств и филиал хоккейной академии — ледовый дворец «Авангард», в Вынгапуровском и Ханымее построены многофункциональные спортивные залы «Зенит».
«Газпромнефть-Ноябрьскнефтегаз» является основным спонсором спортивных команд «Газпромнефть» по мотокроссу и мини-футболу из Ноябрьска.
Ежегодно компания выделяет средства на приобретение оборудования, предметов лова и горюче-смазочных материалов, предоставляет семьям электростанции, бензопилы и снегоходы, оказывает помощь в приобретении строительных материалов, спецодежды, продуктов питания. Ежегодно компания обеспечивает перевозку детей вертолетным транспортом со стойбищ в школы, выделяет транспорт для доставки комбикорма и стройматериалов. Дополнительно оказывается финансовая помощь на обучение студентов из числа коренных народов.
Компания участвует в развитии социальной инфраструктуры национальных сёл Ямало-Ненецкого и Ханты-Мансийского АО.